# Temnoscheila grouvellei
Temnoscheila grouvellei is een keversoort uit de familie schorsknaagkevers (Trogossitidae). De wetenschappelijke naam van de soort werd in 1888 gepubliceerd door Albert Léveillé.